# Liga de Fútbol Profesional Boliviano
Liga de Fútbol Profesional Boliviano, är en professionell liga för fotbollsklubbar i Bolivia, bildad 1977. Den har en division och ligger överst i det bolivianska ligasystemet. 12 lag spelar i ligan varje år och den administreras av Bolivias fotbollsförbund. Från och med 2011/2012 består divisionen av två mästerskap - Torneo Apertura och Torneo Clausura - där de tolv lagen möter varandra två gånger i varje mästerskap (hemma och borta), vilket ger 22 matcher per mästerskap och 44 matcher under hela säsongen. Detta ger två mästare per säsong. Ligan kvalificerar även lag till Copa Libertadores och Copa Sudamericana. Ligan spelas under ett helår, det vill säga från januari till december, fram till säsongen 2010. Därefter gick ligan över att spela juli till juni från och med säsongen 2011/2012, vilket innebar att hela tre säsongsmästare korades under säsongen 2011/2012.

## Lag säsongen 2020
| Lag                | Stad        | Stadium                          | Kapacitet |
| ------------------ | ----------- | -------------------------------- | --------- |
| Always Ready       | La Paz      | Municipal de Villa Ingenio       | 25,000    |
| Atlético Palmaflor | Quillacollo | Estadio Municipal de Quillacollo | 5,000     |
| Aurora             | Cochabamba  | Estadio Félix Capriles           | 32,000    |
| Blooming           | Santa Cruz  | Ramón Tahuichi Aguilera          | 38,000    |
| Bolívar            | La Paz      | Hernando Siles                   | 42,000    |
| Guabirá            | Montero     | Gilberto Parada                  | 13,000    |
| Jorge Wilstermann  | Cochabamba  | Estadio Félix Capriles           | 32,000    |
| Nacional Potosí    | Potosí      | Víctor Agustín Ugarte            | 32,105    |
| Oriente Petrolero  | Santa Cruz  | Ramón Tahuichi Aguilera          | 38,000    |
| Real Potosí        | Potosí      | Víctor Agustín Ugarte            | 32,105    |
| Real Santa Cruz    | Santa Cruz  | Estadio Juan Carlos Durán        | 25,000    |
| Royal Pari         | Santa Cruz  | Ramón Tahuichi Aguilera          | 38,000    |
| San José           | Oruro       | Jesús Bermúdez                   | 33,795    |
| The Strongest      | La Paz      | Hernando Siles                   | 42,000    |

## Bolivianska mästare
Följande tabell visar antal gånger respektive lag har blivit bolivianska mästare i fotboll.
| Klubb               | Vinnare | Två | Säsonger som vinnare | Säsonger som tvåa |
| ------------------- | ------- | --- | --- | --- |
| Bolívar             | 29      | 15  | 1950, 1953, 1956, 1966, 1968, 1976, 1978, 1982, 1983, 1985, 1987, 1988, 1991, 1992, 1994, 1996, 1997, 2002, 2004 Apertura, 2005 Adecuación, 2005–06 Clausura, 2009 Apertura, 2011 Adecuación, 2013 Clausura, 2014 Apertura, 2015 Clausura, 2017 Apertura, 2017 Clausura, 2019 Apertura | 1951, 1969, 1975, 1984, 1990, 1993, 2001, 2003 Apertura, 2005–06 Apertura, 2007 Apertura, 2009 Clausura, 2010 Clausura, 2013 Apertura, 2015 Apertura, 2016 Apertura                     |
| The Strongest       | 15      | 17  | 1952, 1964, 1974, 1977, 1986, 1989, 1993, 2003 Apertura, 2003 Clausura, 2004 Clausura, 2011 Apertura, 2012 Clausura, 2012 Apertura, 2013 Apertura, 2016 Apertura | 1954, 1961, 1962, 1970, 1979, 1980, 1988, 1999, 2005 Adecuación, 2015 Clausura, 2016 Clausura, 2017 Apertura, 2017 Clausura, 2018 Apertura, 2018 Clausura, 2019 Apertura, 2019 Clausura |
| Jorge Wilstermann   | 15      | 8   | 1957, 1958, 1959, 1960, 1967, 1972, 1973, 1980, 1981, 2000, 2006 Segundo Torneo, 2010 Apertura, 2016 Clausura, 2018 Apertura, 2019 Clausura | 1963, 1965, 1974, 1978, 1985, 1994, 1998, 2003 Clausura |
| Oriente Petrolero   | 5       | 15  | 1971, 1979, 1990, 2001, 2010 Clausura | 1972, 1976, 1977, 1983, 1986, 1987, 1989, 1996, 1997, 2000, 2002, 2004 Clausura, 2010 Apertura, 2013 Clausura, 2014 Apertura                                                            |
| Blooming            | 5       | 3   | 1984, 1998, 1999, 2005–06 Apertura, 2009 Clausura | 1982, 1983, 2008 Clausura |
| San José            | 4       | 5   | 1955, 1995, 2007 Clausura, 2018 Clausura | 1991, 1992, 2012 Clausura, 2012 Apertura, 2014 Clausura |
| Deportivo Municipal | 2       | 5   | 1961, 1965 | 1956, 1957 Integrado, 1958, 1964, 1973 |
| Always Ready        | 2       | 5   | 1951, 1957 | 1952, 1953, 1959, 1963, 1967 |
| Aurora              | 2       | 4   | 1963, 2008 Clausura | 1957, 1960, 1964, 2004 Apertura |
| Chaco Petrolero     | 2       | 2   | 1962, 1970 | 1955, 1971 |
| Universitario       | 2       | 1   | 2008 Apertura, 2014 Clausura | 2011 Apertura |
| Real Potosí         | 1       | 4   | 2007 Apertura | 2005–06 Clausura, 2006 Segundo Torneo, 2009 Apertura, 2011 Adecuación |
| Guabirá             | 1       | 2   | 1975 | 1995, 1968 |
| Litoral             | 1       | 1   | 1954 | 1950 |
| Sport Boys          | 1       | 0   | 2015 Apertura | — |
| Universitario (LP)  | 1       | 0   | 1969 | — |